# Microscopio confocale

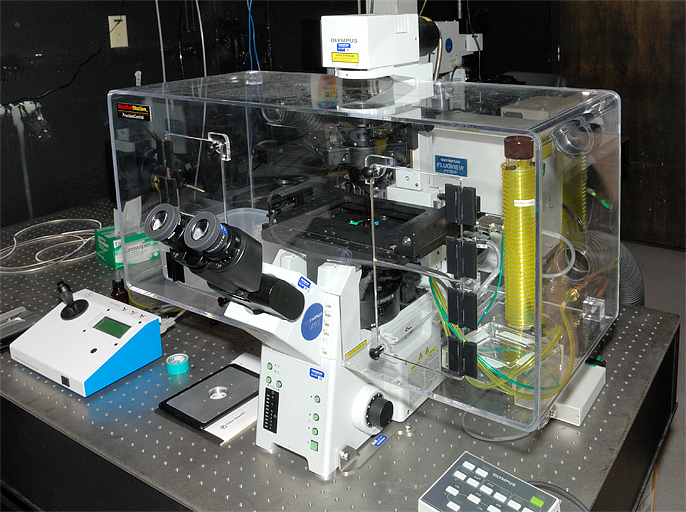
Microscopio confocale a fluorescenza, sistemato su un tavolo ottico e racchiuso in un box in plexiglas funzionante da incubatore.

Il microscopio confocale è un microscopio ottico, uno strumento scientifico che si basa su una tecnologia volta ad accrescere sensibilmente la risoluzione spaziale del campione, eliminando gli aloni dovuti alla luce diffusa dai piani fuori fuoco del preparato.
Un primo brevetto risale al 1884, quando a soli 24 anni Paul Gottlieb Nipkow registrò il "Telescopio Elettrico" basato sul principio del disco rotante da lui osservato.
Le basi teoriche dello strumento, in senso lato, vennero poste verso la metà degli anni cinquanta dallo scienziato attivo nel campo dell'intelligenza artificiale, Marvin Lee Minsky.
I primi apparati progettati, effettivamente costruiti e diffusi in campo applicativo furono microscopi con tecnologia CSLM, costruiti nel Regno Unito all'inizio degli anni novanta ed inizialmente commercializzati dalla ditta Bio-Rad, sulla base di ricerche e prototipazioni condotte al MRC Laboratory of Molecular Biology di Cambridge da William Bradshaw Amos negli anni ottanta.

## Caratteristiche generali

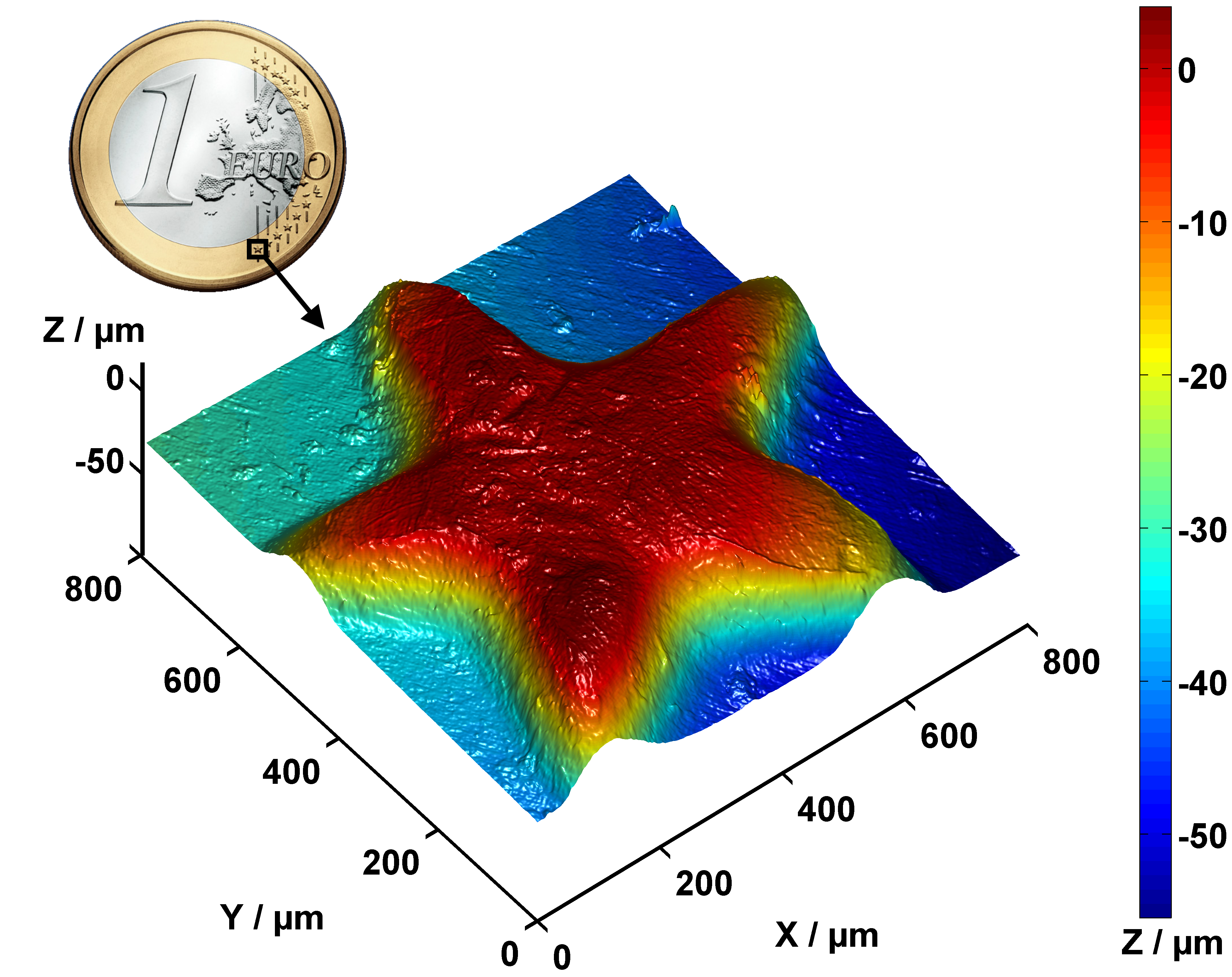
Misura di una stella su una moneta da un euro, ottenuta tramite microscopio confocale in riflessione.

Lo strumento opera nel campo convenzionale degli ingrandimenti della normale microscopia ottica, ed è schematicamente costituito da un normale microscopio a trasmissione a cui viene sovrapposto un apparato che si occupa di illuminare e rilevare l'immagine di un campione illuminato con una scansione punto a punto.
Esistono diverse tecniche per ottenere questo risultato: a disco rotante (Nipkow disk), Programmable Array Microscopes (PAM), e laser. Quest'ultimo tipo, il più diffuso e denominato CLSM, acronimo di Confocal Laser Scanning Microscope, è un evoluto microscopio a fluorescenza che permette di focalizzare con estrema precisione un laser sul preparato, aumentando notevolmente la risoluzione e la profondità di campo.
La sua sorgente luminosa è costituita da uno o più laser, generalmente a semiconduttore, per ogni diversa frequenza di eccitazione richiesta. Il meccanismo di direzione del fascio luminoso viene gestito da sistemi computerizzati. Le immagini ottenute, sincronizzando col fascio di eccitazione il dispositivo di rivelazione, sono particolarmente definite e spettacolari, e possono permettere di evidenziare con differenti colori le diverse molecole presenti nel preparato, permettendo di apprezzarne la tridimensionalità (esempio particolarmente apprezzabile in campo biologico, utilizzando tecniche di immunofluorescenza, la fotomicrografia a lato con actina in rosso, tubulina del citoscheletro in verde e DNA del nucleo in blu).

## Storia
Minsky realizzò il primo microscopio confocale nel 1955, mentre lavorava, come membro della Harvard Society of Fellows, su un metodo per raccogliere immagini definite di denso tessuto neuronale.
Le tecniche tradizionali disponibili all'epoca ottenevano solo un diffuso bagliore, dovuto alla luce diffratta dai piani fuori fuoco: l'alta densità di cellule nervose interconnesse, marcate con fluorocromi e illuminate tutte allo stesso modo, faceva sì che l'obiettivo raccogliesse troppa radiazione indesiderata, riducendo di molto il rapporto segnale/rumore.
L'idea risolutiva fu quella di illuminare selettivamente un solo punto oggetto per volta e spostare tale punto sul piano focale, scandendolo nelle due direzioni del piano oggetto per creare l'immagine finale.
Il progetto originale di Minsky presentava, al posto della lente-condensatore, una lente identica all'obiettivo, mentre l'illuminazione, fornita da una lampada allo zirconio, era limitata da un pinhole. L'immagine ridotta di quest'ultimo andava a fuoco sull'oggetto, creando un singolo disco luminoso. Un secondo pinhole, posto fra l'obiettivo e il fotomoltiplicatore di rivelazione, contribuiva ad eliminare l'eventuale luce diffusa dai piani non a fuoco.
Ci si trova dunque davanti ad una geometria simmetrica, semplice ed elegante.
Il sistema di scansione prevedeva il movimento del campione grazie a due aste oscillanti di metallo elastico, poste ortogonalmente e controllate da elettromagneti. La variazione di intensità luminosa, modulata dal campione e tradotta in fotocorrente, creava l'immagine finale grazie ad un tubo catodico a lunga persistenza.

## Principio di funzionamento

Struttura schematica essenziale di un microscopio confocale in riflessione; per semplicità è stato omesso l’oculare, posizionando il rivelatore nel punto di formazione dell’immagine intermedia.
Il percorso di formazione dell'immagine è ispirato al brevetto originale di Minsky, dove si sfrutta l’illuminazione critica.

Il metodo di formazione dell'immagine in un microscopio confocale differisce da quello di un microscopio composto convenzionale per il fatto che, mentre nel secondo il fascio di illuminazione investe l'intero campione e forma istantaneamente l'immagine sul rivelatore, nel primo la luce proveniente dalla sorgente illumina l'oggetto un solo punto per volta ed è necessaria una scansione per formare l'immagine finale. L'uso di questa tecnica permette di raggiungere risoluzioni assiali molto ridotte. Infatti un'immagine così ottenuta viene comunemente chiamata “sezione ottica”, in riferimento al fatto che è possibile indagare il campione nelle tre dimensioni spaziali con un metodo non invasivo.
In microscopia confocale lo spot di luce puntiforme è prodotto da un pinhole posto davanti alla sorgente, ossia in sostituzione del diaframma di campo, che risulta così fisso e molto ridotto. La luce viene poi focalizzata dal collettore e dal condensatore (o dall'obiettivo, nel caso di configurazione in luce riflessa) sul campione, per poi essere raccolta dall'obiettivo e dall'eventuale oculare e focalizzata su un secondo pinhole. In corrispondenza di questo è presente anche il rivelatore d'immagine, che produce un segnale proporzionale all'intensità della luce che lo colpisce.
Il pinhole di illuminazione e quello di rivelazione appartengono a piani focali coniugati e si dicono dunque confocali, da cui il nome di questa particolare tecnica microscopica.
La quasi totalità dei sistemi confocali moderni utilizza la configurazione in luce riflessa, che, come anticipato da Minsky stesso, aumenta la simmetria e la risoluzione del sistema a spese della luminosità, che si riduce per la presenza dello specchio dicroico o del beam-splitter.

### Confocalità e Principio di Köhler
Va fatto notare che la confocalità e il principio di Köhler intervengono su aspetti differenti della struttura di un microscopio e, almeno in teoria, non sono in conflitto: il rispetto del principio di Köhler determina l'esistenza di due ben distinti insiemi di piani focali coniugati e la conseguente possibilità di regolare campi e aperture in modo indipendente, grazie a diaframmi posizionati in punti dell'asse ottico facilmente identificabili; la confocalità comporta invece l'estremo restringimento dei campi del microscopio, ottenendo una drastica riduzione della luce diffusa dai piani fuori fuoco e il notevole incremento della risoluzione assiale, grazie alla diminuzione della profondità di campo apparente.
A livello pratico, purtroppo, il rispetto del principio di Köhler in un microscopio confocale risulta molto problematico. I pinhole costituiscono un ostacolo al passaggio della luce e la soluzione che sorge spontaneamente consisterebbe nel focalizzarla proprio nel punto in cui questi sono posizionati. Ciò però non è possibile, perché in tal modo la sorgente andrebbe a fuoco sull'oggetto, il cui piano è coniugato con quello dei pinhole. Si deve allora cercare di ottenere un fascio collimato tanto stretto da attraversare i pinhole con perdite trascurabili: un problema non semplice, in particolar modo quando le dimensioni in gioco sono vicine ai limiti diffrattivi dello strumento. Fortunatamente, essendo il campo oggetto idealmente puntiforme, ossia di diametro idealmente infinitesimo, il problema dell'uniformità di illuminazione non è tanto grave quanto in microscopia tradizionale e, con le dovute cautele, può essere adottata l'illuminazione critica.

### Risoluzione confocale laterale
Si definiscono
- {\displaystyle r} : coordinata radiale sul piano di formazione dell'immagine ({\displaystyle r=0} nel punto di intersezione fra il piano immagine e l'asse ottico del sistema)
- {\displaystyle NA} : apertura numerica dell'obiettivo
- {\displaystyle A(r)} : ampiezza luminosa (PSF) sul piano immagine
- {\displaystyle I(r)=|A(r)|^{2}} : intensità luminosa dell'immagine
- {\displaystyle d_{[3dB]}={\frac {0.51\,\lambda }{NA}}} : larghezza a mezza altezza del picco centrale di {\displaystyle I(r)}, anche detta FWHM dall'inglese full width at half maximum", identifica la distanza dal punto di massimo alla quale l'intensità si dimezza e l'ampiezza di riduce di un fattore {\displaystyle {\sqrt {2}}} (-3 dB); questo valore viene anche identificato come la risoluzione puntuale del sistema.
- {\displaystyle d={\frac {0.61\,\lambda }{NA}}} : risoluzione laterale del microscopio secondo il criterio di Rayleigh.

In ipotesi di parassialità e ottiche perfette, si può dimostrare che il microscopio confocale ideale, ossia quello con pinhole infinitesimi, ha una PSF {\displaystyle A_{c}(r)=A(r)^{2}}, cioè il quadrato di quella valida per un microscopio tradizionale.
Questo significa che un microscopio confocale può fornire un'immagine meglio definita di oggetti puntiformi, bordi e dettagli in generale.
Lo stesso si può dire per la distribuzione di intensità {\displaystyle I_{c}(r)}: in figura si vede come entrambe le tipologie di microscopio riescono a rispondere al medesimo intervallo di frequenze spaziali; la differenza sta nella rapidità con cui cala la risposta, determinando un maggior contrasto per il sistema confocale.
Come per il microscopio standard, si definisce la risoluzione puntuale {\displaystyle d_{c}}, che corrisponde alla FWHM di {\displaystyle I_{c}}:
{\displaystyle d_{c[3dB]}={\frac {0.37\,\lambda }{NA}}}
che risulta inferiore di circa il 27% rispetto a quella del microscopio tradizionale.
Questo parametro però, come anticipato, non significa una migliore risoluzione trasversale per l'approccio confocale, bensì un miglior confinamento dello spot, ossia miglior contrasto.
Ciò giustifica la possibilità di imaging con luce coerente in assenza di speckle; infatti i lobi laterali del disco di Airy subiscono un'attenuazione di 26 dB rispetto al picco centrale, contro i 18 dB del microscopio standard.
Poiché lo speckle è generato dalla somma dei lobi laterali di molti punti vicini, l'effetto diventa quasi impercettibile nel caso confocale.
Il criterio di Rayleigh definisce la risoluzione laterale del sistema confocale ideale, quando questa è limitata dalla sola diffrazione
{\displaystyle d_{c}={\frac {0.56\,\lambda }{NA}}}
che risulta minore dell'8% rispetto a quella del microscopio tradizionale.

### Risoluzione confocale assiale
Per calcolare l'entità del contributo diffrattivo alla risoluzione assiale di un sistema confocale si fa riferimento alla Teoria scalare per il punto riflettore.
Si assume che l'obiettivo, privo di aberrazioni per ipotesi, venga illuminato con un fascio collimat.
Attraverso alcuni calcoli si ottiene l'estensione assiale della figura di diffrazione al di sopra e al di sotto del piano immagine confocale, intesa come la FWHM di {\displaystyle I_{c}(z)}:
{\displaystyle d_{cZ[3dB]}={\frac {0.62\,\lambda }{n(1-\cos {\alpha })}}\simeq {\frac {1.24\,\lambda n}{NA^{2}}}}
 NB. Lo sviluppo di Taylor di {\displaystyle \cos {\alpha }} attorno a zero è {\displaystyle \cos {\alpha }\simeq 1-{\frac {\alpha ^{2}}{2}}+...}
Applicando a {\displaystyle I_{c}(z)} il criterio di Rayleigh si ottiene invece l'effettiva risoluzione assiale del sistema confocale con pinhole infinitesimo in presenza della sola diffrazione:
{\displaystyle d_{cz}={\frac {0.89\,\lambda }{n(1-\cos {\alpha })}}\simeq {\frac {1.78\,\lambda n}{NA^{2}}}}
che risulta minore dell'11% rispetto a quella del microscopio standard.
In definitiva, con l'impiego della configurazione confocale, si osserva un incremento teorico delle prestazioni, dovuto alla riduzione del contributo diffrattivo e ad un aumento del contrasto.
Si nota che le approssimazioni effettuate sono sufficientemente accurate solo per {\displaystyle NA<0.5}.
Va inoltre tenuto in considerazione che tutta l'analisi qui riportata mette in luce solo gli aspetti legati alla diffrazione e, rispetto alla realtà dei fatti, i risultati ottenuti rappresentano delle solo stime ottimistiche. Infatti si può dimostra sperimentalmente che le inevitabili aberrazioni introdotte dalle lenti allargano il picco centrale della PSF calcolata, modificano l'altezza dei lobi laterali e ne alterano la simmetria.

## Struttura e tecnologie

### Sorgenti
Il ruolo della sorgente è di fornire luce stabile e sufficientemente brillante da permettere la raccolta di un segnale utile nonostante la presenza dei pinhole. L'uso di una sorgente incoerente permette l'imaging a colori ma obbliga all'uso di ottiche costose e corrette per lunghezze d'onda multiple. Inoltre si rende necessario un sistema di raccolta della luce che, in genere, per questo tipo di sorgenti, viene emessa in tutte le direzioni. La luce incoerente si rivela particolarmente utile per l'osservazione di campioni con strutture geometriche periodiche. Queste infatti, quando illuminate con luce coerente, alterano l'immagine a causa dell'interferenza fra strati riflettenti successivi.
La sorgente coerente LASER è particolarmente appetibile perché mette a disposizione ad un prezzo ridotto una luce estremamente brillante, monocromatica e collimata. La monocromaticità semplifica il progetto di lenti e filtri, riducendo ulteriormente i costi, e la raccolta di immagini a colori resta possibile con l'utilizzo di più LASER, a formare un sistema RGB.
Nel caso di LASER con modo TEM00 in uscita, l'uso del pinhole di illuminazione diventa superfluo, poiché la luce appare al sistema come se provenisse da una sorgente puntiforme posta all'infinito (si consideri unLASER con eventuale lente collimatrice in uscita). In tal caso è sufficiente considerare il diametro di uscita della sorgente del fascio emesso come se fosse il diametro del pinhole e regolare la focale del collettore per ottenere il corretto rapporto di riduzione sul piano oggetto (vedi figura). Se invece il fascio risulta imperfetto o multimodale, può essere "ripulito'' focalizzandolo attraverso un pinhole di diametro inferiore a quello del primo minimo del disco di Airy che si forma nel fuoco (vedi figura).
In generale, ad una sorgente LASER sono richieste intensità e direzione di puntamento estremamente stabili, pena la veridicità dei dati raccolti. La stabilità della lunghezza d'onda di emissione invece non rappresenta un fattore critico.
Apparentemente l'illuminazione coerente dovrebbe portare sull'immagine il caratteristico speckle dei LASER, ma come si è visto (vedi "Risoluzione confocale laterale"), grazie alla configurazione confocale ciò non accade, poiché viene illuminata solo una piccolissima regione del campione per volta, riducendo la differenza di cammino ottico fra onde coerenti.

### Sistemi di scansione
Per riuscire a costruire un'immagine bidimensionale, lo spot di illuminazione che colpisce il campione deve essere spostato sul piano {\displaystyle xy}, effettuando una scansione estremamente precisa e quanto più veloce possibile.
I microscopi confocali vengono in genere classificati proprio in base al sistema di scansione adottato:
- stage-scanning, movimento del campione;
- single-beam-scanning, movimento di un fascio di illuminazione singolo;
- multiple-beam-scanning, generazione di fasci di illuminazione multipli.

#### Scansione del campione
L'approccio stage-scanning è concettualmente il più semplice: l'intero percorso ottico è fisso e il campione viene fatto traslare (vibrare) con precisione, spostandosi continuamente rispetto allo spot luminoso. In questo modo gli spot confocali di illuminazione e imaging giacciono esattamente sull'asse ottico, semplificando il progetto delle ottiche, che non devono essere corrette per grandi aperture. In genere il frame-rate raggiungibile con questa tecnica è di circa 0.1 Hz.
D'altra parte, muovere il campione con precisione risulta problematico, perché i mezzi fluidi in cui sono immerse la maggioranza delle strutture biologiche di interesse non ne assicurano la stabilità durante gli spostamenti. Inoltre spostare fisicamente un oggetto richiede molto tempo e dunque vincola a frequenze di scansione incompatibili con l'imaging in tempo reale.

#### Scansione a singolo fascio
Nella configurazione single-beam-scanning è il fascio di illuminazione a muoversi sul campione in modo controllato. La deviazione del fascio può avvenire grazie all'uso di diversi dispositivi, ciascuno con i suoi pro e contro.

##### Deflettore acustico-ottico

Principio di funzionamento del deflettore acustico-ottico.

Anche detto AOD (Acousto-Optic Deflector), è costituito da un cristallo fotoelastico (un materiale fotoelastico esibisce birifrangenza quando sottoposto a tensione meccanica) che viene sollecitato da un trasduttore piezoelettrico ed attraversato da un'onda acustica di frequenza regolabile. Il comportamento birifrangente del mezzo può essere dunque modulato ed è possibile imporre l'angolo di deflessione del fascio di luce che lo attraversa.
Questi dispositivi a stato solido beneficiano del fatto di avere pochissime parti in movimento e un'inerzia trascurabile, permettendo scansioni a dente di sega con tempi di recupero irrisori e frequenze elevatissime (fino a 100 kHz). Purtroppo, essendo basati sulle proprietà dispersive del materiale fotoattivo, gli AOD vincolano all'uso di luce monocromatica e permettono angoli di deflessione limitati. Un altro aspetto da considerare è l'apertura rettangolare del cristallo, che deve essere accoppiata al fascio LASER attraverso lenti cilindriche.

##### Specchio galvanometrico

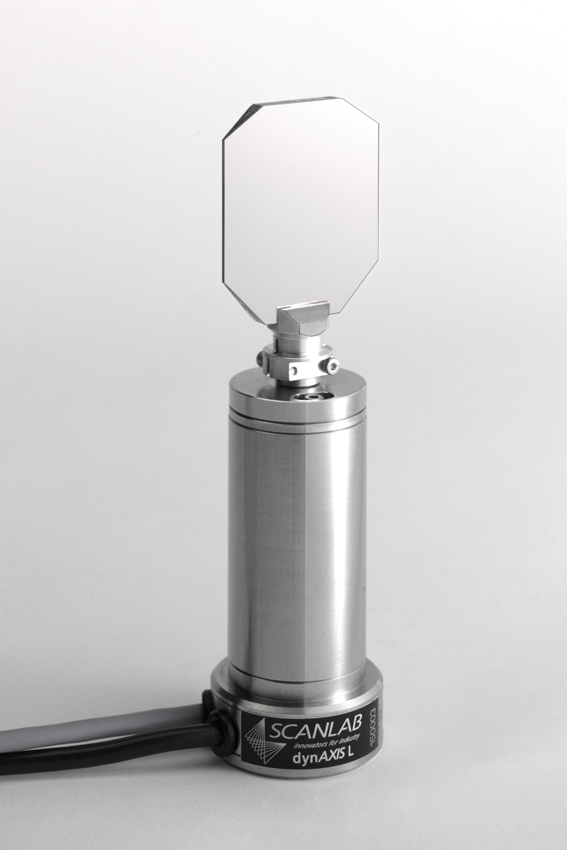
Specchio galvanometrico moderno della Scanlab.

È uno specchio collegato ad un galvanometro ad alta precisione e pilotato in corrente con un segnale di controllo a dente di sega. Sono necessari due dispositivi posti ortogonalmente per scandire il campione nelle due direzioni {\displaystyle xy}: uno sposta rapidamente lo spot confocale lungo l'asse orizzontale (fast axis) mentre l'altro effettua la scansione lenta lungo l'asse verticale (slow axis).
Gli specchi galvanometrici offrono grandi superfici riflettenti e pilotaggio semplice, a scapito della velocità di scansione. Essendo costruiti analogamente ai motori elettrici, usando un rotore e uno statore, l'inerzia di un sistema così concepito non permette accelerazioni troppo elevate, pena il surriscaldamento e la rottura. Tipicamente questi specchi concedono frequenze di scansione lineare non superiori a 1000 Hz.

##### Specchio risonante
È uno specchio realizzato con tecnologia MEMS, che incorpora sia il dispositivo di attuazione che l'elettronica di controllo. Questo dispositivo adopera lo stesso principio di base del galvanometro, ma raggiunge frequenze di scansione ben più elevate (4–8 kHz) grazie alla diversa tecnica di pilotaggio: la corrente (attuazione magnetica) o la tensione (attuazione elettrostatica) di controllo hanno un andamento sinusoidale ed sono sfruttate per instaurare un'oscillazione armonica. Il segnale pilota è sincronizzato con il periodo di oscillazione dello specchio, che può così "risuonare'' a frequenze dell'ordine di qualche kHz. Con l'uso di parti meccaniche più complesse, il dispositivo può inclinarsi (tilt) sui due assi perpendicolari, risuonando rapidamente in una direzione e scandendo lentamente lungo l'altra in modo analogo ad uno specchio galvanometrico.
Gli svantaggi principali di questo approccio sono l'area ridotta offerta dagli specchi MEMS e l'angolo di inclinazione non lineare in funzione del tempo.
Quale che sia il mezzo utilizzato per la scansione, è necessario che le ottiche del sistema siano corrette per le aberrazioni fuori asse e per minimizzare la curvatura di campo. Inoltre, in aggiunta al meccanismo di scansione, i microscopi single-beam-scanning impiegano delle lenti aggiuntive per immaginare il fulcro dello scanner sul piano focale posteriore dell'obiettivo, risultando in un sistema telecentrico, ossia il cui potere di ingrandimento non dipende dal punto di messa a fuoco.
Un microscopio confocale single-beam-scanning che adotta una sorgente LASER viene comunemente detto CLSM (Confocal Laser Scanning Microscope).

#### Scansione a fasci multipli
Per quanto riguarda la configurazione multiple-beam-scanning, l'idea di base è ottimizzare i tempi di scansione sfruttando la presenza contemporanea di più spot illuminati. Fare ciò senza compromettere la confocalità del sistema è possibile solo studiando un adeguato pattern di illuminazione, tale da conservare una certa distanza fra i fasci e limitarne così la luce interdiffusa.
Le principali tecniche adottate sono due:

##### Disco di Nipkow

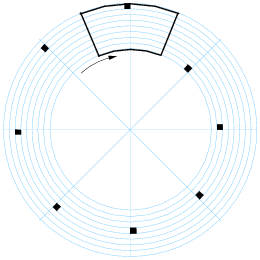
Schema di un disco di Nipkow

Si tratta di un disco rotante che contiene una matrice di pinhole disposti a spirale. La sorgente posta dietro al disco illumina l'oggetto in modo selettivo, attraverso fasci multipli che scandiscono l'intero piano oggetto nel corso di una rotazione.
Purtroppo la maggior parte della luce incide sulle zone opache del disco, va persa inutilmente e può diffondere nel percorso di imaging, riducendo drasticamente il contrasto. Una soluzione a questo problema consiste nel sovrapporre al disco di Nipkow un secondo disco contenente una matrice di microlenti, in grado di raccogliere più luce e focalizzarla sui relativi pinhole (variante Yokogawa).

##### Digital Micromirror Device

Schema dei componenti di un DMD.

Detto anche DMD, il "Dispositivo Digitale a microspecchi'' è una matrice di specchi quadrati micrometrici, pilotabili per via digitale in modo indipendente. Ciascuno specchio può assumere due inclinazioni diverse in base al segnale digitale di comando, indirizzando la luce incidente lungo percorsi ben distinti. Il passaggio da una configurazione all'altra è molto rapido, facendo di questo dispositivo un'ottima soluzione per l'imaging in tempo reale.
D'altra parte, i DMD sono seriamente penalizzati per ciò che riguarda l'efficienza: la luce che proviene dalla sorgente deve illuminare l'intera matrice, ma solo una piccola quantità per volta viene effettivamente indirizzata verso il campione. C'è inoltre da tenere in considerazione che un'ulteriore frazione di luce va persa negli spazi, pur stretti, presenti fra microspecchi adiacenti. Inoltre, proprio le ridotte dimensioni degli specchi fanno della matrice un vero e proprio reticolo di diffrazione bidimensionale, con gli ovvi problemi legati all'uniformità del campo illuminato.
Qualunque sia il metodo di scansione utilizzato, è facile notare come sussista una sorta di principio di indeterminazione: non è possibile ottenere simultaneamente un'elevata risoluzione temporale (alte frequenza di scansione) e un'elevata risoluzione spaziale (piccolo spot confocale), senza ridurre le dimensioni del campo oggetto, ossia il numero di pixel dell'immagine finale. Allargare il pinhole, o aumentarne il numero, aumenta la luminosità e dunque la velocità di scansione ma compromette il potere risolutivo; viceversa, un pinhole molto stretto ottimizza la qualità dell'immagine raccolta ma vincola a lunghi tempi di scansione, a causa della scarsa luce che raggiunge il rivelatore.
Esistono microscopi confocali che utilizzano una fenditura al posto del pinhole, scandendo il campione lungo una sola direzione (slit-scanning): ne conseguono una semplificazione del progetto e un notevole miglioramento del frame-rate. La risoluzione purtroppo ne risente lungo una direzione, ma rimane comunque elevata la soppressione della luce diffusa dai piani fuori fuoco.

### Rivelatori
Come già anticipato, in un microscopio confocale la luce raccolta dal sistema ottico viene focalizzata attraverso il pinhole di rivelazione, riducendo drasticamente la quantità di luce disponibile per la formazione delle immagini; si rende dunque necessario l'uso di rivelatori ad alta sensibilità, in grado di rispondere in modo rapido ad un flusso di luce di intensità variabile.
La discriminazione spaziale non è, in genere, una caratteristica richiesta, poiché l'immagine raccolta è puntuale e l'area sensibile di rivelazione non rappresenta un parametro critico. Ciò non è vero nei casi di multiple-beam-scanning e slit-scanning, in cui viene impiegato un sensore CCD, rispettivamente, bidimensionale e lineare.
I tipi di rivelatore di gran lunga più utilizzati sono due: il tubo fotomoltiplicatore (PMT, PhotoMultiplier Tube) e il fotodiodo a valanga (APD, Avalanche PhotoDiode).
Il PMT, con un'efficienza quantica ridotta ma guadagno elevatissimo e risposta rapida, può funzionare in regime di conteggio di fotoni e presenta un alto rapporto segnale-rumore. L'ingombro, il costo e le alte tensioni di alimentazione possono però rappresentare un problema.
L'APD è un dispositivo compatto, stabile e relativamente economico; presenta efficienza quantica elevata e risposta rapida, con un'amplificazione interna di circa 50-100. Un fotodiodo di tal genere lavora a tensioni di 100-300 V, molto più basse di quelle richieste ad un tubo fotomoltiplicatore, ma di contro offre rapporti segnale-rumore ben più elevati.

## Applicazioni
In dermatologia, tratta di una sorta di biopsia virtuale che consente di leggere l’architettura dei tessuti e le cellule direttamente sulla cute, senza dolore né anestesia, semplicemente appoggiando una sonda.
L’esame è riservato a pazienti con lesioni melanocitarie atipiche, particolarmente complesse da valutare visivamente, in particolare in aree delicate come il volto. Oltre a prevenire l’asportazione inutile di nei benigni per la biopsia tradizionale, il microscopio confocale permette una valutazione precisa dei margini delle lesioni da operare, guidando l’intervento verso le aree più informative per l’anatomopatologo e consentendo una chirurgia più conservativa. La microscopia confocale è disponibile per i medici dermatologi e chirurghi mediante una richiesta di valutazione di secondo livello.